# Lill-Arbost
Lill-Arbost är en sjö i Arvidsjaurs kommun i Lappland och ingår i Åbyälvens huvudavrinningsområde. Sjön har en area på 0,636 kvadratkilometer och ligger 427,2 meter över havet. Lill-Arbost ligger i Åbyälven Natura 2000-område. Sjön avvattnas av vattendraget Hästbäcken.

## Delavrinningsområde
Lill-Arbost ingår i det delavrinningsområde (728116-169961) som SMHI kallar för Utloppet av Lill-Arbost. Medelhöjden är 452 meter över havet och ytan är 3,05 kvadratkilometer. Det finns inga avrinningsområden uppströms utan avrinningsområdet är högsta punkten. Hästbäcken som avvattnar avrinningsområdet har biflödesordning 3, vilket innebär att vattnet flödar genom totalt 3 vattendrag innan det når havet efter 113 kilometer. Avrinningsområdet består mestadels av skog (62 procent) och sankmarker (17 procent). Avrinningsområdet har 0,64 kvadratkilometer vattenytor vilket ger det en sjöprocent på 20,9 procent.